# 146 (nombre)
Cet article concerne le nombre 146. Pour l'année, voir 146.
146 (cent quarante-six) est l'entier naturel qui suit 145 et qui précède 147.

## En mathématiques
Cent quarante-six est :
- un nombre octaédrique,
- un nombre nontotient,
- un nombre noncototient,
- un nombre intouchable.

## Dans d'autres domaines
Cent quarante-six est aussi :
- Années historiques : -146, 146
- Ligne 146